# (27089) 1998 UE15
(27089) 1998 UE15 est un astéroïde aréocroiseur découvert en 1998.

## Description
(27089) 1998 UE15 a été découvert le 23 octobre 1998 à Višnjan, une municipalité située dans le comitat d'Istrie en Croatie, par Korado Korlević.

### Caractéristiques orbitales
L'orbite de cet astéroïde est caractérisée par un demi-grand axe de 2,17 UA, un périhélie de 1,66 UA, une excentricité de 0,24 et une inclinaison de 8,86° par rapport à l'écliptique. Du fait de ces caractéristiques, à savoir un demi-grand axe inférieur à 3,2 UA et un périhélie compris entre 1,3 et 1,666 UA, il croise l'orbite de Mars et est classé, selon la JPL Small-Body Database, comme astéroïde aréocroiseur (aréo venant de Arès).

### Caractéristiques physiques
(27089) 1998 UE15 a une magnitude absolue (H) de 15,7 et un albédo estimé à 0,128.